# Rutger Gunnarsson
Johan Rutger Gunnarsson, född 12 februari 1946 i Linköpings församling i Östergötlands län, död 30 april 2015 i Hedvig Eleonora församling i Stockholm, var en svensk musiker, basist och gitarrist, arrangör och producent, mest känd för sin medverkan på Abba:s studioinspelningar och turnéer.

## Biografi
Rutger Gunnarsson föddes i Linköping och växte upp i Ledbergs socken i Östergötland. Hans karriär började tillsammans med Björn Ulvaeus i Hootenanny Singers. Han arbetade senare tillsammans med Abba; han följde med på deras turnéer och spelade på gruppens samtliga album. 
En singelskiva med solosång av Gunnarsson släpptes våren 1974. A-sidan Susanna skrevs av Stikkan Anderson, Bengt Thomas och Sven-Olof Walldoff. Som B-sida valde man en övergiven Abba-inspelning, Svea, Svea, som skrevs av Benny Andersson, Björn Ulvaeus och Stikkan Anderson 1971. Gunnarssons stämma spelades in över gruppens körsång, som behölls. Singeln gavs ut under namnet Rutger och Kvartetten Bröderna Brothers Trio.
Gunnarsson har senare medverkat som musiker i ett flertal musikaler och musikarrangemang, däribland kan nämnas Chess, Les Misérables, Rhapsody In Rock, Mamma Mia! och Diggiloo. Gunnarsson har även arrangerat stråk- och blåsmusik till bland annat Celine Dion, Westlife, Elton John, Adam Ant och långfilmen Spiderman 2. Han har producerat och arrangerat musik till bland annat Lasse Stefanz, Elin Lanto, Joyride och Alla Pugatjova. Han dirigerade den sistnämndas framträdande för Ryssland i Eurovision Song Contest 1997. 
År 2014 tilldelades Gunnarsson Musikerförbundets hederspris, Studioräven, som delas ut i samband med svenska grammisgalan. Gunnarsson fick priset för sin unika spelstil och uppskattning av andra musiker samt för sitt deltagande på Abba:s inspelningar.
Rutger Gunnarsson var under en period från 1979 gift med Ann-Christina Karlsson (född 1948). Gunnarssons son, Rickard Gunnarsson (född 1975), spelar bas, synth och körar i discosynthbandet Lowe.

## Medverkan
- Abba
- Björn Skifs
- Hootenanny Singers
- Henrik Åberg
- Ted Gärdestad
- Agnetha Fältskog
- John Holm
- Free Loan Investments (gitarr)
- Jan Erik "Janne" Svensson
- Pär Lindblom
- Bobbysocks
- Tomas Ledin
- Carola
- Lena Philipsson
- Ulf Lundell
- Josefin Nilsson
- Magnus & Brasse
- Magnus Uggla
- Robert Wells
- Bananer i pyjamas
- Samuelsons
- Kikki Danielsson
- Lotta Engberg
- Simons
- The Spotnicks (Bo Winberg med Lasse Wellander,  Hasse Rosén, Lennart Sjöholm, Rutger Gunnarsson, 1997)